# Трітшель Карл Генріхович
Карл Генріхович Трітшель (1842—1914) — клініцист, фтизіатр, невропатолог, доктор медицини (1872), заслужений ординарний професор (1901), завідувач кафедри спеціальної патології і терапії з госпітальною клінікою Київського університету св. Володимира (1878—1903).

## Біографія
Народився 4 листопада 1842 року в м. Корсунь Київської губернії у сім'ї лікаря лютеранського віросповідання. Навчався у першій Київській гімназії, при закінченні якої поступив на медичний факультет Університету Святого Володимира. В 1868 р. — через чотири роки після завершення навчання в Університеті — був назначений ординатором госпітальної терапевтичної клініки.
У 1872 р. К. Г. Трітшель захистив дисертацію на тему: «О нервах слизистой оболочки желудка», а 26 травня 1873 р. обраний приват-доцентом кафедри спеціальної патології і терапії.
25 травня 1879 р. Карл Генріхович офіційно затверджується екстраординарним професором по кафедрі спеціальної патології та терапії і завідувачем госпітальної терапевтичної клініки. 10 жовтня 1879 р. він, крім того, був призначений позаштатним ординатором Київського військового госпіталю. Працюючи у переповненому пораненими та хворими (внаслідок Російсько-турецької війни 1877—1878 років) госпіталі, К. Г. Трітшель приклав чимало зусиль, щоб врятувати їхні життя. За свої заслуги — «внимание и заботу к больным, полезную и старательную деятельность для общества заботы о раненых и больных», — 7 березня 1879 р. був нагороджений орденом Святої Анни 3-го ступеня.
Після смерті доцента Л. К. Горецького, в 1880 р., К. Г. Трітшелю було доручено ще і завідування доцентурою шкірних хвороб і навчання про сифіліс. Поєднував він ці достатньо відповідальні посади упродовж трьох років, до обрання в 1883 р. завідувачем клініки шкірних хвороб М. І. Стуковенкова.
З 1881 р. К. Г. Трітшель — віце-президент спілки київських лікарів. При його безпосередній участі побудована міська лікарня, створена бактеріологічна станція та приймались заходи відносно покращення санітарного стану і благоустрою м. Києва. Карл Генріхович був одним із засновників Товариства по боротьбі з заразним захворюваннями, а з 1904 р. — його головою. В 1881 р. при його активній участі були організовані нічні лікувальні чергування для надання медичної допомоги бідним на дому — прообраз сьогоднішньої невідкладної медичної допомоги. К. Г. Трітшель був одним із організаторів і беззмінним головою Товариства по боротьбі з туберкульозом, з його ініціативи в Пущі-Водиці був створений санаторій для хворих цього профілю.
Досвід роботи по організації боротьби з туберкульозом К. Г. Трітшель вивчав і під час своїх поїздок за кордон. Так, в 1906 р. він відряджався з цією метою на міжнародний конгрес по боротьбі з туберкульозом, що проходив у Парижі. В 1909 р. брав участь у роботі міжнародного з'їзду лікарів у Будапешті і протитуберкульозної конференції в Стокгольмі.
За більш ніж 25-річну діяльність в госпітальній терапевтичній клініці професор К. Г. Трітшель неодноразово заохочувався. В 1884 р. за відмінну і старанну службу він був нагороджений орденом Святого Станіслава 2-го ступеня і затверджений ординарним професором. 3 березня 1901 р. Карла Генріховича затвердили в званні заслуженого ординарного професора.
4 листопада 1902 р. К. Г. Трітшелю виповнилось 60 років і він був оформлений на пенсію. Ще якийсь час, до передачі посади професору К. Є. Вагнеру, Карл Генріхович продовжував працювати.
25 жовтня 1904 р. К. Г. Трітшель був звільнений з посад завідувача кафедри, позаштатного ординатора госпіталю та завідувача клінічного відділення госпіталю, однак і далі займався громадською діяльністю. Помер Карл Генріхович 11 серпня 1914 року.